# Javonte Williams
Javonte Williams (Wallace, Carolina del Norte, 25 de abril de 2000) es un jugador profesional estadounidense de fútbol americano que se desempeña en la posición de running back en Dallas Cowboys, equipo de la National Football League (NFL).

## Carrera
Fue seleccionado en la segunda ronda en la Reunión Anual de Selección de Jugadores de la NFL de 2021. Hizo su debut profesional con el equipo Denver Broncos, donde lleva jugando tres temporadas.